# Município de East Howellsville (condado de Robeson, Carolina do Norte)
O município de East Howellsville (em inglês: East Howellsville Township) é um localização localizado no  condado de Robeson no estado estadounidense da Carolina do Norte. No ano 2000 tinha uma população de 2.355 habitantes.

## Geografia
O município de East Howellsville encontra-se localizado nas coordenadas 34° 41′ 00,82″ N, 78° 51′ 39,42″ O.